# ذيبايين
مركب ذيبايين (بالإنجليزية: Thebaine)‏ مركب كيميائي سام. يتم التحكم بها بموجب القانون الدولي، على النحو الوارد في الفئة (أ) المخدرات بموجب قانون إساءة استخدام المخدرات 1971 في المملكة المتحدة، ويتم التحكم في شكل جدول زمني الثاني من قانون المواد الخاضعة للرقابة في الولايات المتحدة الأمريكية.
يخضع ذيبايين للرقابة بموجب القانون الدولي ، وهو مُدرج كعقار من الفئة أ بموجب قانون إساءة استخدام العقاقير لعام 1971 في المملكة المتحدة ، ويتم التحكم فيه كنظير لعقار من الجدول الثاني وفقًا لقانون التناظرية في الولايات المتحدة ، ويتم التحكم فيه من خلال المشتقات والأملاح ، كمواد من مواد الجدول الأول من قانون الأدوية والمواد الخاضعة للرقابة في كندا. لم تتغير حصة التصنيع الإجمالية لإدارة مكافحة المخدرات الأمريكية (DEA) لعام 2013 للذيبايين (ACSCN 9333) عن العام السابق عند 145 طنًا متريًا.
Thebaine is controlled under international law, is listed as a Class A drug under the Misuse of Drugs Act 1971 in the United Kingdom, is controlled as an analog of a Schedule II drug per the Analog Act in the United States, and is controlled with its derivatives and salts, as a Schedule I substance of the Controlled Drugs and Substances Act in Canada.  The 2013 US إدارة مكافحة المخدرات (DEA) aggregate manufacturing quota for thebaine (ACSCN 9333) was unchanged from the previous year at 145 metric tons.
في عام 2012 ، تم إنتاج 146000 كيلوغرام من الثيباين. في عام 2013 ، كانت أستراليا المنتج الرئيسي لقش الخشخاش الغني بالثيبين ، تليها إسبانيا ثم فرنسا. بحلول عام 2017 ، انخفض إنتاج الثيباين في جميع أنحاء العالم إلى 2،008 كجم. وتمثل هذه البلدان الثلاثة مجتمعة حوالي 99 في المائة من الإنتاج العالمي لقش الخشخاش القنابي. كبسولات بذور Papaver bracteatum هي المصدر الأساسي للثيبائين ، بالإضافة إلى أن الساق تنتج كمية كبيرة.